# Гремяцкий, Михаил Антонович
Михаи́л Анто́нович Гремя́цкий (1887—1963) — советский учёный-антрополог, доктор биологических наук, профессор Московского университета.

## Биография
Родился 21 ноября (3 декабря по новому стилю) 1887 года в Смоленске.
В 1912 году окончил Московский университет.
С 1912 по 1919 год Михаил Антонович работал преподавателем в средних учебных заведениях г. Пятигорска.
С 1913 по 1918 год заведовал естественно-научным кабинетом Кавказского горного общества.
С 1913 по 1921 год Михаил Антонович был директором Пятигорского биологического института.
Затем работал в Институте антропологии; позже, в 1923—1963 годах — в МГУ (с 1933 года — заведующий кафедрой антропологии). Был директором Института антропологии МГУ в 1930—1931 и 1946—1950 годах.
М. А. Гремяцкий — автор биографических очерков об учёных, редактор журнала «Советская антропология» и сборника «Вопросы антропологии». В течение многих лет возглавлял антропологическую секцию Московского общества анатомов, гистологов и эмбриологов, член биологического общества «Знание».
Жил в Москве в Большом Каретном переулке, 15.
Умер 29 ноября 1963 года в Москве.
Супруга — Мария Евгеньевна Гремяцкая (1889—1970), дочь писателя и публициста Е. Н. Опочинина. Педагог, поэтесса-любитель, была соавтором по крайней мере одного произведения мужа — научно-популярной книги «Развитие жизни на Земле», изданной в 1936 году. Сын Юрий (? — 1941) погиб в начале Великой Отечественной войны в Белоруссии. Дочь Евгения (1928—1994) работала переводчицей.

## Основные публикации
- Подкумская черепная крышка и её морфологические особенности // РАЖ. 1922. Т. XII. Кн. 1-2. С. 92-110.
- Происхождение человека. М., 1924;
- Эволюция человека . Сборник статей под ред. М. А. Гремяцкого / С предисл. Н. Ф. Преображенского; Ком. ун-тет им. Я. М. Свердлова. — Москва, 1925., 150 с.
- Жорж Кювье (1769—1832). Очерк о жизни и деятельности. М., 1933;
- Проблема антропогенеза // АЖ. 1934. № 3. С. 33-42.
- Гремяцкая М. Е., Гремяцкий М. А. Развитие жизни на Земле. Москва — Ленинград: ОНТИ — Главная редакция научно-популярной и юношеской литературы, 1936. 120 с.
- Происхождение человека. М.; Л., 1937;
- Признаки «высших» и «низших» рас и антропогенез // Труды НИИ антропологии МГУ. Вып. 4. Наука о расах и расизме. М.; Л., 1938. С. 47-80;
- Антропологический тип инвенских коми (пермяков) // Ученые записки МГУ 1941. Вып. 63. С. 81-102;
- Илья Ильич Мечников. Его жизнь и работа. М., 1945;
- Происхождение человека. М., 1946[4];
- Проблема промежуточных и переходных форм от неандертальского типа человека к современному// «Ученые записки МГУ». 1948. вып. 115. (Труды музея антропологии). С. 33-77.
- Череп ребёнка неандертальца из Грота Тешик-Таш, Южный Узбекистан // Тешик-Таш. Палеолитический человек. М. Изд. МГУ, 1949. С.137-182.
- Анатомия человека. М., Медгиз, 1950. 566 с.
- Морфологические особенности фрагмента черепной крышки со Сходни. Ископаемый человек и его культура на территории СССР . [Сборник статей памяти М. В. Воеводского]М., Изд-во Моск. ун-та, 1952. — 275 с. (Ученые записки МГУ им. М. В. Ломоносова; Вып. 158) (Труды Института антропологии).
- Фрагмент Хвалынской черепной крышки// там же. 199—206.
- Как произошел человек. М., 1954;
- Филогенетическое единство приматов // Вестник МГУ. 1955.№ 4-5. С.219-230.
- Антропология в Польской Народной Республике за последние годы // СЭ. 1956. № 1. С.130-137.
- Принципы систематики ископаемых гоминид // Труды VII международного конгресса антропологических и этнографических наук. Т.3. М. Наука, 1968. C.358-365[5].

## Награды
- Награждён орденом Ленина и медалями.
- Лауреат Сталинской премии (1950, за открытие, изучение и описание остатков скелета палеолитического человека в пещере Тешик-Таш и предметов его материальной культуры, изложенные в научном труде «Тешик-Таш: палеолитический человек»).[6]